# Publius Pinarius Mamercinus Rufus
Pour les articles homonymes, voir Pinarius.
Publius Pinarius Mamercinus Rufus est un homme politique romain, consul en 489 av. J.-C.

## Famille
Il est le premier membre des Pinarii à atteindre le consulat. La gens Pinaria est l'une des plus anciennes familles patriciennes de Rome, dont les origines remontent à une période antérieure à la fondation de la ville.

## Biographie
En 489 av. J.-C., il est élu consul avec Caius Iulius Iullus pour collègue.
Durant leur mandat, la méfiance envers les Volsques entraine leur expulsion de Rome durant la célébration de jeux sur décision des consuls qui parviennent à convaincre le Sénat de l'imminence du danger. Cet incident provoque le ressentiment du peuple volsque qui, mené par Attius Tullus Aufidius et Coriolan, déclare la guerre aux Romains,.
En 488, Mamercinus fait partie des consulaires envoyés comme ambassadeurs chez les Volsques, auprès de Coriolan,.